# Дэвис, Эл
Эл Дэвис (англ. Allen Davis, 4 июля 1929, Броктон, Массачусетс — 8 октября 2011, Окленд, Калифорния) — американский футбольный тренер, функционер. С 1972 года и до смерти был основным владельцем, генеральным менеджером команды НФЛ Окленд Рэйдерс, когда она была частью Американской футбольной лиги — был её главным тренером (с 1963 по 1965 год) и совладельцем (1966—1971 год). Он также служил комиссаром АФЛ в 1966 году.
Известные благодаря его девизу «Просто побеждай, детка», «Рейдеры» стали одной из самых успешных и популярных команд НФЛ под руководством Дэвиса. Наибольший успех франшизы был в 1970-е и 1980-е годы, когда команда была постоянным претендентам на плей-офф и выиграла три титула Суперкубка. В 1992 году Эл Дэвис был введён в Зал славы профессионального футбола.
Дэвис был активным сторонником гражданских прав, не позволяя «Рейдерам» играть в городах, где чёрные и белые игроки должны были проживать в отдельных отелях. Он был первым владельцем НФЛ в современную эпоху, нанявшим главного тренера-афроамериканца (Арт Шелл), первым, нанявшим женщину — исполнительного директора (Эми Траск), а также вторым владельцем НФЛ, нанявшим главного тренера латиноамериканца (Том Флорес). Он остаётся единственным руководителем в истории НФЛ, который был помощником тренера, главным тренером, генеральным менеджером, комиссаром и владельцем.

## Ранняя жизнь
Родился в еврейской семье в Броктоне. Отец Луи Дэвис работал в различных профессиях в Массачусетсе; добившись определённых успехов в области производства одежды. В 1934 году с женой Роуз и сыновьями Джерри и Алленом переехал в Бруклин, штат Нью-Йорк. Луис Дэвис снял для своей семьи подъезд на шестом этаже на Ютика-авеню, стал очень успешным в торговле одеждой и направил своих сыновей в колледж, прежде чем переехать в более комфортное жильё в Атлантик-Бич. Хотя существует ряд историй о том, что Луи Дэвис поддерживал своего младшего сына в его начинаниях, чаще всего их источником был сам Эл Дэвис. Друзья детства изображали его больше говорящим, чем бойцом, хотя и очень хорошо говорящим. Любимым видом спорта юного Эла был баскетбол, и он приобрёл репутацию сильного игрока, если не самого умелого. В детстве он был полон решимости играть за тренера Аль Бадейна в старшей школе Эразмус Холл, отказавшись от возможности учиться в школе ближе к своему дому. Хотя он был лишь запасным и мало играл, Дэвис изучил тренерские приёмы Бадейна и почувствовал, что многому у него научился. В 1980-х, когда Бадейн был болен и нуждался, Дэвис привёз его на западное побережье, чтобы показать игру «Рэйдерс» в Суперкубке, а также оплатил его долги.
Несмотря на небольшую роль Дэвиса в школьной команде, проспекты «Рэйдерс» впоследствии описывали его школьную звезду, позже этот образ был приближен к реальности после проявления интереса к теме со стороны журналистов. Отсутствие опыта игры в футбол (он играл в футбол лишь в старшей школе) сделало Эла Дэвиса одним из немногих среди главных тренеров в НФЛ или АФЛ.
Дэвис окончил среднюю школу в январе 1947 года и в 17 лет сразу же поступил в колледж Виттенберг в Спрингфилде, штат Огайо. Школа приняла Дэвиса, но не продлила ему стипендию. Он провёл там семестр, занимаясь бейсболом и планируя перейти в школу более высокого уровня. В середине 1947 года он перешёл в Сиракузский университет. Хотя Дэвис неоднократно пробовал выступать в различных университетских командах, вершиной его спортивной карьеры в Сиракузах было пребывание на скамейке запасных в юношеской университетской бейсбольной команде. Разочарованный этим, он в 1948 году ненадолго перешёл в Хартвик-колледж в штате Нью-Йорк, но вскоре вернулся. Несмотря на отсутствие спортивных успехов, Дэвис обычно общался с однокурсниками-спортсменами, многие из которых полагали, что он был одним из них, но в другой команде. Безуспешно пытаясь присоединиться к мужской баскетбольной команде, Дэвис заинтересовался футбольной стратегией и не давал покоя тренировкам футбольной команды, пока главный тренер не попросил его уйти из-за вызвавшей подозрения привычки студента делать заметки. Дэвис также прошёл академические курсы футбольной стратегии, которые читали помощники тренера, и обычно их посещали только игрок.

## Ранняя тренерская карьера

### Служба в армии
В 1952 году, после получения степени магистра, студенческая отсрочка Дэвиса закончилась, и он был призван в армию США. Он быстро трудоустроился в отделе по связям с общественностью недалеко от Сиракуз, после чего начал искать место в одном из тренерских штабов военных футбольных команд. Генерал Стэнли Скотт из Форт Белвуар в штате Вирджиния в 1953 году нанял его в качестве футбольного тренера местной команды. В то время к военному футболу относились очень серьёзно; команды были хорошо укомплектованы приглашёнными звёздами колледжа и часто участвовали в боях с командами Национальной футбольной лиги. Статистика игр команды Форта Белвуар при Дэвисе состояла из восьми побед, двух поражений и одной ничьи (8-2-1), упустив шанс сыграть в Пуансеттия Боуле в Сан-Диего из-за финального поражения от команды находящейся поблизости морской базы Куантико. Как рядовой первого класса он часто тренировал игроков более высокого ранга, включая офицеров. Ближе к концу 1952 года его вызвали для дачи показаний перед комитетом Конгресса, занимавшихся вопросом: «не нянчились ли в армии со спортсменами». Хотя большая часть команды Дэвиса была отправлена в Корею, он оставался в Форте Белвуар до своего увольнения в 1954 году. Во время тренировки в армии Дэвис продавал скаутскую информацию о своих игроках командам НФЛ, среди его несостоявшихся клиентов был владелец «Лос-Анджелес Рэмс» Пит Розелл (так как у него не было выделено денег на подобные услуги, Дэвис не дал ему никакой информации).

### Скаутство и возвращение к колледжскому футболу
После окончания воинской службы Дэвис женился в Бруклинской синагоге на Кэрол Сагал; их первый дом находился рядом с Атлантик-Бич, где жили родители Дэвиса. Целый год Дэвис проработал внештатным скаутом команды «Балтимор Кольтс» из НФЛ. Он хорошо знал игроков, которые были в составе команды или против которых она играла, а также давал рекомендации: каких игроков следует нанимать или выбирать на драфте. Дэвис обучал главного тренера Уиба Ивбанка, надеясь, что его связи помогут агенту стать тренером. Эти усилия окупились в январе 1955 года, когда Дэвис был нанят помощником нового главного тренера южнокаролинской команды Цитадель Джон Зауэр. В отличие от славы, завоёванной её выпускниками на войне, футбольная команда военной академии Южной Каролины проигрывала каждую игру в предыдущем сезоне, а предыдущий главный тренер Джон Макмиллан был уволен после двух сезонов. Дэвис заявил в своём интервью, что ему удастся убедить жителей небольшого городка с северо-востока посетить «Цитадель», которая часто испытывала трудности с привлечением звёздных игроков из-за её упорядоченного образа жизни. Он добился успеха в своём вербовке, хотя не все остались после первого тренировочного лагеря на базе морской пехоты Пэррис-Айленд.
Во время игр Дэвис находился в ложе для прессы, называя игры, которые, как правило, проводил Зауэр без изменений. «Цитадель» неожиданно начала сезон с победы в пяти из шести первых игр, но проиграла следующие три и завершила сезон с результатом 5-4. Дэвис получил большое признание за свою роль в успехе «Цитадели», хотя и потерял внимание Зауэра из-за слишком агрессивного саморекламы. Сезон 1956 года был менее успешным, так как итоговый счёт команды составил 3-5-1. Зауэр подал в отставку в конце сезона; Дэвис безуспешно пытался занять пост главного тренера, а затем подал в отставку; Марк Рибовски отмечает, что были заявления о выплатах и других льготах игрокам в нарушение правил NCAA; а сам Дэвис оказывал давление на профессоров, чтобы его студенты-спортсмены с подходящими оценками имели право играть в футбол. К моменту ухода из «Цитадели» Дэвис был нанят в Университет Южной Калифорнии (USC) в Лос-Анджелесе.
Дэвис был эффективным рекрутером в качестве помощника тренера Университета Южной Калифорнии. Когда он привёл одного потенциального игрока Анджело Койя в Колизей, то при медленно отключавшемся свете он попросил студента представить себя играющим там перед 100 тыс. человек. Койа играл в USC, а позже работал во фронт-офисе «Рэйдерс». К моменту прихода Дэвиса USC находился на испытательном сроке NCAA за разрешение выпускникам тайно давать деньги игрокам, и ему не разрешили играть в боулинг после сезона 1956 года; Эти санкции помешали Дэвису провести первые два сезона на чемпионате США в 1957 и 1958 годах, в течение которых команда установила общий рекорд 5-14-1. Главный тренер Дон Кларк стал во многом полагаться на Дэвиса, оба надеялись, что 1959 год принесёт чемпионат конференции и шанс сыграть в Роуз Боуле. Но в апреле 1959 года USC снова попал под санкции, на этот раз за побуждение новобранцев, подписанных другими школами, к нарушению их писем о намерениях. Не имея разрешения играть матчи с телевизионной трансляцией, команда выиграла свои первые восемь игр, прежде чем проиграть UCLA и Нотр-Даму. Несмотря на поражения, команда стала чемпионами конференции Тихоокеанской конференции, но из-за наложенных ограничений не могла сыграть в Роуз Боул. Кларк ушёл в отставку после сезона; хотя Дэвис занял эту позицию, она перешла к другому помощнику — Джону Маккею, который не оставил Дэвиса в своём штате.

### Помощник тренера в «Чарджерс»
Дэвис познакомился с главным тренером «Лос-Анджелес Рэмс» Сидом Гиллманом в Атлантик-Сити в тренерской клинике; тренер НФЛ был впечатлён тем, что Дэвис сидел в первом ряду, делал подробные записи и впоследствии задавал много вопросов. Гиллман был уволен после сезона 1959 года, но был быстро нанят «Лос-Анджелесом Чарджерс» из Американской футбольной лиги для их дебютного сезона 1960 года. Он нанял Дэвиса в качестве тренера заднего поля в тренерский штаб, в который входил будущий игрок Зала славы Чак Нолл, а также будущий главный тренер АФЛ и генеральный менеджер НФЛ Джек Фолкнер. Позже Гиллман заявил, что нанял Дэвиса за его успех как в качестве тренера, так и в качестве рекрутера, а также потому, что «Эл обладал способностью говорить людям то, что они хотели услышать. Он был очень убедителен»
Правила АФЛ были созданы для поощрения открытого и результативного футбола. В последующие годы, к большому гневу Гиллмана, Дэвис намекал, что он организовал нападение «Чарджерс» или, по крайней мере, имел частичную заслугу. Команда успешно провела первые годы, выиграв дважды Западный дивизион АФЛ, но каждый раз проигрывая в чемпионском матче лиги «Хьюстон Ойлерз». В 1961 году команда переехала в Сан-Диего из-за финансовых потерь, которые она терпела из-за наличия лишь небольшого числа болельщиков на фоне аренды огромного «Лос-Анджелес Колозиум». Однако в 1962 году команда выиграла только четыре из четырнадцати игр.
Одним из игроков, которого Дэвис порекомендовал «Чарджерс», а затем нанял, был уайд-ресивер Лэнс Алворт из Арканзас Рейзорбекс, который был выбран на драфте 1962 года в первом раунде командой «Сан-Франциско Форти Найнерс». Не желая давать землякам шанс подписать его, Дэвис выскочил на поле по завершении последней игры Алворта в колледже и подписал с ним контракт под стойкой ворот, пока главный тренер «Форти найнерс» Рэд Хикки беспомощно наблюдал за ним с трибун. Позже Дэвис заявил: «Я знал, что было небезопасно отпускать Алворта в раздевалку» В 1978 году Дэвис был выбран Алвортом, чтобы представить его на введении в Зал славы профессионального футбола в Кантоне, штат Огайо.

## Первый приход в «Рэйдерс»

### Предыстория «Рэйдерс» и наём
В начале сезона 1962 года Дэвис общался с владельцем «Окленда» Уэйном Ф. Вэлли о должности главного тренера, но специалист не проявил интерес к ней. После провального сезона 1962 года, в котором команда до победы над «Бостон Пэтриотс» проиграла свои первые 13 игр и досрочно лишилась шансов на участие в плей-офф, Вэлли попытался заменить главного тренера Рэда Конкрайта.
Ходили слухи, что за должность главного тренера «Рейдеров» претендовали несколько человек, включая тренера «Грин-Бей Пэкерс» Винс Ломбарди и бывший тренер «Торонто Аргонавтс» Лу Агасе. 1 января 1963 года Дэвис встретился с Вэлли и другим генеральным партнёром «Рэйдерс» Эдом МакГахом. По словам присутствовавших на переговорах свидетелей, специалист не был высокого мнения о Вэлли и МакГахе, указывая на то, что они не знали, какие вопросы задавать. Ему предложили годовой контракт главным тренером. Он отказался, настаивая на многолетнем соглашении в качестве главного тренера и генерального менеджера с полным контролем над футбольными операциями. В итоге стороны остановились на трёхлетнем контракте  с зарплатой в 20 тыс. долларов в год. По словам биографа Дэвиса Айры Симмонс, дата его приезда в Окленд 18 января 1963 года, «была, вероятно, одной из трёх или четырёх самых важных дат в истории АФЛ. Может быть, и в истории НФЛ». Позднее Вэлли заявлял: "нам нужен был кто-то, кто так сильно хотел победить, что он сделает всё. Куда бы я ни пошёл, люди говорили мне, что за сукин сын Эл Дэвис, поэтому я решил, что он, должно быть, что-то делает правильно "
«Рэйдерс» стали более поздним дополнением к возникшей в 1960 году АФЛ; франшиза возникла после решения владельцев команды АФЛ из Миннесоты присоединиться к НФЛ и унаследовала от них драфты. Изначально названием команды должны были стать «Señors», которое было заменено на «Рэйдерс» после возражений спортивных обозревателей. Франшиза не была создана до тех пор, пока другие команды лиги не получили возможность подписать игроков и тренеров на каждый из первых трёх сезонов AFL. Калифорнийский университет отказался разрешить клубу играть на Мемориальном стадионе в Беркли, а никакое другое сооружение в Ист-Бэй не подходило даже для временного использования. Из-за этого «Рэйдерс отыграли первые два сезона на стадионах Кезар и Кэндлстик-Парк в Сан-Франциско.
Вэлли со своими партнёрами купил команду в 1961 году, и под угрозой отъезда вынудили местные власти построить в центре Окленда рядом с шоссе Нимиц временный стадион Фрэнк Юэлл Филд, вмещавший около 15 тыс. человек и использовавшийся совместно со средними школами. Началось проектирование более крупного стадиона, впоследствии ставшего известным как „Окленд Колозиум“, хотя не было никакой гарантий его постройки.

### Тренерская работа
Дэвис на поле и в офисе немедленно приступил к превращению „Рэйдерс“ в чемпионскую команду. Многие игроки и сотрудники фронт-офиса были уволены. С первого сезона „рейдеры“ носили чёрно-золотую униформу Тихоокеанского университета в Стоктоне. Дэвиса впечатлила чёрная форма футболистов Вест-Пойнта, которая, как он чувствовал, заставляла их казаться больше. Вскоре после его прибытия оклендская команда переняла свой теперь уже ставший культовым серебряно-чёрный мотив. Офис располагался в открытом антресоли, выходившей на вестибюль отеля в центре Окленда; Дэвис уговорил Вэлли переместить их в другие частные учреждения. При отсутствии соглашения между АФЛ и НФЛ выбранные игроки часто переходили к предлагавшему более высокую цену. Дэвис не мог надеяться перебить ставку НФЛ и набирал игроков, у которых оставалось право на учёбу в колледже, надеясь подписать их, как только они закончат свою карьеру. Таким образом, его надежды на успех в 1963 году основывались на сделках, которые он мог совершить, и на заключении контрактов с игроками, сокращёнными другими командами.
Методы Дэвиса по привлечению игроков заставили руководителей других команд относиться к нему с уважением и осторожностью. Он приобрёл защитника АФЛ Боба Мишака из „Джетс“ в обмен на Дэна Фикки, не сказав тренеру и генеральному директору нью-йоркцев Вибу Эубэнку, что Фикка не будет освобождён от военной службы до начала сезона. Уайд-ресивер Арт Пауэлл разорвал свой контракт с „Нью-Йорк Тайтанс“ и стал свободным агентом и, очевидно, был подписан „Буффало Биллс“. Дэвис узнал, что этот контракт был заключён до окончания сезона и, таким образом, представлял собой незаконное вмешательство. Он сам подписал Пауэлла с соблюдением всех юридических норм.
Бывшие одним из ведущих клубов АФЛ „Сан-Диего Чарджерс“ при тренере Сиде Гиллмане активно использовали мощное нападение. Дэвис с самого начала тренировочного лагеря стремился мотивировать своих игроков, используя полученным в армии приёмам. С самого начала игроки сталкивались с фразами уровня „стремление к совершенству“, а в расписаниях будущих игр были подписи „Мы идём на войну!“ Дебютный матч на Джеппсон Стэдиум в Хьюстоне против „Ойлерз“ закончился победой калифорнийцев со счётом 24-13, в следующей домашней игре были побеждены „Биллс“ (35-17). Далее последовало домашнее поражение от „Пэтриотс“, в последующей поездке на восточное побережье „рейдеры“ проиграли все три игры. В оставшуюся часть сезона оклендцы не проиграли ни одной игры и завершили его с результатом 10-4, отставая от дважды побеждённого ими чемпиона дивизиона „Чарджерс“. Дэвис был признан тренером года по версии АФЛ. „Окленд Рэйдерс“ 1963 года были единственной профессиональной футбольной командой, которая улучшила свою итоговую статистику на девять побед при графике из 14 игр.
Хотя в 1964 году итоговые результаты команды снизилась до 5-7-2, в 1965 году она вернулась к рекордным показателям в виде 8-5-1.

## Комиссар АФЛ (1966)
К концу своего шестого сезона в 1965 году Американская футбольная лига преодолела свой первоначальный статус выживающего и превратилась в серьёзного соперника НФЛ. Имея контракт с телесетью NBC и строящиеся/запланированные к строительству крупные стадионы, она могла позволить себе на равных конкурировать с НФЛ за игроков. Не все владельцы команд АФЛ стремились к слиянию — например, владелец „Нью-Йорк Джетс“ Сонни Верблин считал, что с новым Шиа-стэдиум и молодой звездой-квортербеком Джо Наматом его команда может на равных конкурировать с представляющими Нью-Йорк в НФЛ „Джайентс“, тогда игравшими на Янки-стэдиум в Южном Бронксе. Однако большинство владельцев AFL хотели быть частью более старой, более устоявшейся НФЛ, владельцы команд которой опасались обсуловленного конкуренцией двух лиг продолжения роста зарплат игроков.
Хотя владельцам команд нравился первый комиссар лиги Джо Фосс, они не верили в его способности во время борьбы между двумя лигами, и 7 апреля 1966 года он ушёл в отставку. На следующий день комиссаром стал 36-летний Дэвис, и с согласия Вэлли принял эту работу, будучи нанятым в качестве бойца, который выиграет войну с НФЛ. Владельцы команд, во главе с владельцем „Чифс“ Ламаром Хантом, считали, что Дэвис может оказать давление на НФЛ и добиться благоприятного урегулирования конфликта. Биограф специалиста Гленн Дики отмечал, что Дэвис был обманут владельцами: „Он думал, что его наняли, чтобы выиграть войну с НФЛ. На самом деле, владельцы хотели только навязать мир. Они тихо вели переговоры о слиянии, пока Дэвис вёл войну“.
По словам спортивного обозревателя Кена Раппопорта, „у Дэвиса был план, и, учитывая футбольный гений, которым он станет, никто не должен был удивляться тому, что он сработает — блестяще“. Целью Дэвиса в войне стало подписание для команд АФЛ звёздных квотербеков НФЛ, таких как Роман Гэбриел из „Рэмс“ Баранов, которые стали бы свободными агентами после 1966 года, хотя этот сезон ещё не начался. Гэбриел, чей контракт с АФЛ начинался в 1967 году, сразу же получил премию в размере 100 тыс. долл. О подписании квотербека „Форти Найнерс“ Джона Броди объявили Дэвис и AFL. Эти сделки увеличили финансовое давление на более слабые франшизы НФЛ, которые столкнулись с перспективой через год потерять своих лучших игроков или значительно увеличить их зарплату. 8 июня было объявлено о заключении соглашения о слиянии двух лиг, Дэвис был очень недоволен им по двум причинам: „Джетс“ и „Рэйдерс“ должны были выплатить компенсацию „Джайентс“ и „Форти Найнерс“ за создание команд на их исключительных территориях, а пост комиссара АФЛ упразднялся. Пит Розелл по итогам соглашения продолжил занимать пост комиссара НФЛ, это лишь усилило неприязнь к нему со стороны Дэвиса, который сам надеялся получить эту должность в случае слияния лиг (о вражде этих двух людей впоследствии сняли документальные фильмы NFL Films и ESPN в проекте „30 событий за 30 лет“ („Эл Дэвис против НФЛ“).
Дэвис ушёл с поста комиссара 25 июля 1966 года. Владельцы франшиз АФЛ хотели, чтобы он продолжал работу в качестве президента АФЛ, который будет подчиняться комиссару НФЛ, на что Дэвис ответил категорическим отказом. В конце концов, президентом АФЛ стал бывший помощник комиссара АФЛ Джо Фосса Милт Вудард, который проработал в этом качестве вплоть до окончания слияния в марте 1970 года.

## Возвращение в „Рэйдерс“
Уйдя в отставку с поста комиссара АФЛ Дэвис сформировал холдинговую компанию „A.D. Football, Inc.“ и вернулся в свой старый клуб в качестве одного из трёх генеральных партнёров вместе с Уэйном Вэлли и Эдом МакГахом. Ему принадлежало 10 % акций команды, также он был назначен руководителем футбольных операций. На поле команда, которую собирал и тренировал Дэвис, неуклонно совершенствовалась. С Джоном Раухом (тщательно подобранным преемником Дэвиса) в качестве главного тренера „Рейдеры“ выиграли чемпионат АФЛ 1967 года, победив „Хьюстон Ойлерз“ со счётом 40-7. Победа принесла команде поездку на Суперкубок II, где они проиграли со счётом 33-14 Грин-Бей Пэкерс Винса Ломбарди. В следующие два года „Рейдеры“ снова выиграли титулы западного дивизиона, но проигрывали чемпионат АФЛ будущим победителям Супербоула — „Нью-Йорк Джетс“ (1968) и „Канзас-Сити Чифс“ (1969).
В 1969 году Джон Мэдден стал шестым главным тренером команды, и под его руководством „Рейдеры“ стали одной из самых успешных франшиз в НФЛ, выиграв в 1970-е годы шесть титулов. В 1970 году произошло слияние двух лиг, и команда присоединилась к Западному дивизиону Американской футбольной конференции. В первом сезоне после слияния „Рейдеры“ выиграли свой дивизион с результатом 8-4-2 и прошли весь путь до чемпионата конференции, где проиграли „Кольтс“. Несмотря на ещё один сезон 8-4-2 в 1971 году, им не удалось выиграть дивизион или выйти в плей-офф.

## Обретение контроля над „Рэйдерс“
В 1972 году, когда управляющий генеральный партнёр Вэлли был на летних Олимпийских играх 1972 года в Мюнхене, Дэвис составил проект пересмотра соглашения о партнёрстве, по которому он становился новым генеральным управляющим партнёром с почти абсолютным контролем над командными операциями. МакГах подписал соглашение, а поддержка документа двумя из трёх основных партнёров в то время оно было обязательной согласно закону о партнёрстве Калифорнии. Вернувшись в США Вэлли подал в суд с целью отменить соглашение, но его иск оказался безуспешным. Вэлли продал свою долю в 1976 году, и с этого момента ни один из других партнёров не играл никакой роли в деятельности команды, хотя Дэвис стал мажоритарным акционером „Рэйдерс“ лишь в 2005 году с покупкой доли семьи МакГаха. На момент смерти Дэвису принадлежало около 67 % акций.
Помимо того, что он был владельцем „Рэйдерс“, Дэвис фактически до своей смерти работал собственным генеральным менеджером — дольше, чем любой руководитель футбольных операций в лиге в то время. К моменту смерти Эл Дэвис наряду с Джерри Джонсом („Даллас Ковбойс“) и Майк Браун („Цинциннати Бенгалс“) были единственными среди владельцев франшиз НФЛ, кто имел титул или полномочия генерального менеджера. Дэвис долгое время считался одним из самых практичных владельцев в профессиональном спорте и, имел больше полномочий в повседневной деятельности команды, чем любой другой владелец в лиге.
Дэвис был известен во всей лиге как индивидуалист и одевал эту роль. К тому времени, когда он взял под свой полный контроль Рейдеров, он принял свой классический образ — зачёсанные назад волосы в стиле 1950-х годов, тёмные солнцезащитные очки, спортивные костюмы и речь с бостонским оттенком („Raiduhs“).
Принадлежа Дэвису „Рейдеры“ стали одной из самых успешных команд во всём профессиональном спорте. С 1967 по 1985 год команда выиграла 13 чемпионатов дивизиона, один чемпионат АФЛ (1967), три Супербоула (XI, XV и XVIII) и 15 матчей в плей-офф. Хотя в последние годы Дэвиса „Рейдеры“ переживали тяжёлые времена (с 2003 по 2010 год их результат составил 37-91), они наряду с „Питтсбург Стилерз“, „Нью-Ингленд Пэтриотс“, „Нью-Йорк Джайентс“ и „Денвер Бронкос“ были единственными командами НФЛ, которые играли в Супербоуле в четырёх разных десятилетиях.
В 1992 году Дэвис был введён в Зал славы профессионального футбола в качестве администратора команды и лиги, его представлял Джон Мэдден. Для представления на церемонии в Кантоне, штат Огайо, Дэвис был выбран рекордным числом участников Зала славы профессионального футбола: Лэнс Алворт, Джим Отто, Джордж Бланда, Уилли Браун, Джин Апшоу, Фред Билетникофф, Арт Шелл, Тед Хендрикс и Джон Мэдден.
В 2007 году Дэвис продал миноритарный пакет акций команды за 150 млн долларов и заявил, что не уйдёт в отставку, пока не выиграет ещё два Супербоула или не умрёт.
О щедрости Дэвиса, когда дело касалось помощи бывшим нуждающимся игрокам, ходили легенды, хотя обычно он делал это без лишнего шума. Его философия заключалась в следующем: „однажды рейдер, всегда остаётся рейдером“.

### Судебные баталии
Дэвис долгое время считался одним из самых противоречивых владельцев команд в НФЛ, и за свою карьеру участвовал в нескольких судебных процессах с участием Лос-Анджелеса, Окленда, Ирвиндейла и НФЛ. В 1980 году он попытался перевезти „рейдеров“ в Лос-Анджелес, но проект был заблокирован судебным запретом. В ответ Дэвис подал антимонопольный иск против НФЛ, в июне 1982 года федеральный окружной суд поддержал владельца команды и она пребывала в Лос-Анджелес с 1982 по 1994 год. Когда Футбольная лига США в 1986 году подала антимонопольный иск против НФЛ, Дэвис был единственным из владельцев франшиз этой лиги, кто встал на сторону истца.
В 1995 году „Рэйдерс“ вернулись в Окленд благодаря отсутствию обеспечения строительства нового стадиона в Лос-Анджелесе и провалившегося переезда в Сакраменто, когда Дэвис также претендовал на покупку баскетбольного клуба «Сакраменто Кингз». После этого он подал в суд на НФЛ, обвинив её в саботаже строительства стадиона в Голливуд-парке в Инглвуде. В 2001 году НФЛ выиграла процесс, но судья Верховного суда округа Лос-Анджелес Ричард Хаббелл назначил новое судебное разбирательство на фоне обвинений в том, что один присяжный заседатель был предвзят по отношению к команде и Дэвису, а другой присяжный совершил проступок. Позднее апелляционный суд штата отменил это решение. Дело было прекращено в 2007 году, когда Верховный суд Калифорнии единогласно постановил, что вердикт против «рейдеров» остался в силе.
В середине 1990-х Дэвис подал в суд на НФЛ от имени команды, претендуя на исключительные права на рынок Лос-Анджелеса (где до 1995 года играли «Рэмс»), хотя команда находилась в расположенном в этом же штате Окленде. Дэвис проиграл судебный процесс

### Первые шаги
В 1963 году будучи одновременно главным тренером и генеральным менеджером «Рэйдерс» Дэвис представил командные цвета — серебряный и чёрный. В том сезоне Дэвис сделал ряд изменений в составе, в том числе ввёл квотербек «Баффало Биллс» Дэрила Ламонику и подписал 39-летнего квотербека «Хьюстона» Джорджа Бланда, которого сделал наставником Ламоники и влиятельно персоной в специальной команде. В том же году он также призвал гардиана Джина Апшоу, который стал краеугольным камнем наступательной линии Окленда в 1980-х годах. Сезон 1967—1968 года команда завершила с рекордными показателями 13-1 и чемпионству лиги, хотя и уступили «Пэкерс» Супербоуле. Команда также дважды выигрывала титул победителя Западного дивизиона АФЛ.
В течение первых лет существования нового формата лиги Окленд был доминирующей франшизой, ежегодно выигрывавшей Западный дивизион АФК каждый год (за исключением 1971 года), и не попадавший в Супер боул в период между 1970 и 1975 годами только из-за феноменальных команд «Балтимор Колтс», «Майами Долфинс» и «Питтсбург Стилерз». В 1976 году «рейдеры» выиграли свой первый Супербоул под руководством главного тренера Джона Мэддена. С 1970 по 1981 год Окленд семь раз становился чемпионом АФК и дважды выигрывал Супербоул.

### Отношения с игроками
В межсезонье 1980 года звёздный квотербек Кен Стейблер попытался пересмотреть свой контракт с «Рэйдерс». Игрок являлся опорой команды с момента подписания в 1968 году, и помог её выиграть единственный Супербоул. В ответ Дэвис обменял его в «Ойлерз» в обмен на квотербека Дэна Пасторини, сделку не поняла большая часть поклонников команды, многие считали её эгоистичным стремлением отомстить и укрепить главного соперника по АФК. Хотя Пасторини был травмирован на 5-й неделе, по ходу сезона команда заняла первое место западного дивизиона АФК и вышла в плей-офф впервые с 1977 года. Там «рейдеры» последовательно обыграли «Ойлерз» (27-7), «Кливленд Браунс» (14-12) и «Сан-Диего Чарджерс» (34-27), а в Супербоуле XV — «Филадельфию» (27-10), тем самым впервые в истории обладателем трофея стала команда, вышедшая в плей-офф через уайлд-кард.
Самый ценный игрок «Рэйдерс» в ходе прошедшего 22 января 1984 года Супер Боула XVIII из-за споров о контракте по решению владельца команды попал на скамейку запасных на два года., который назвал его «раком в команде». По словам игрока, Дэвис «сказал мне, что собирается меня достать». Аллен добавил, что «я думаю, что он пытался разрушить более позднюю часть моей карьеры. Он пытается помешать мне попасть в Зал славы. Они не хотят, чтобы я играл» Дэвис назвал обвинения Аллена «мошенническими». , а затем тренер «Рейдеров» Арт Шелл сказал, что только он решает, кто играет. Игрок покинул клуб в 1992 году, после чего отыграл последние пять лет своей карьеры в «Канзасе».
18 февраля 2002 года Дэвис отдал своего главного тренера Джона Грудена «Тампе» в обмен на право выбора в первом раунде 2002 и 2003 годов, право выбора во втором раунде 2002 и 2004 годов и 8 млн долл. Заменивший его Билл Каллахан привёл Окленд к итоговому результату 11-5 и третьему подряд чемпионату дивизиона. Рейдеры достигли Супербоула XXXVII, где они столкнулись с «Тампой», победившей их со счётом 48-21. Сама игра получила название «Груден Боул». В 2018 году Груден вернулся главным тренером в «Рэйдерс», спустя семь лет работы с «Тампой» и девяти лет на ESPN.

### Годы поражений
Поражение «Рейдеров» в Суперкубке было последним достижением Дэвиса. С 2003 по 2010 год команда не выходила в зону плей-офф и поменяла сразу нескольких главных тренеров. Ставший первым общим выбором на драфте 2007 года квотербек ДжаМаркус Рассел впоследствии признавался «провалом драфта». Из-за этого Дэвиса часто критиковали и смеялись над его девизом «Просто побеждай, детка!».
Перед смертью Дэвиса в сезоне 2011 года команда имела по две победы и поражения, к концу сезона с результатом 8-8 «рейдеры» упустили возможность попасть в плей-офф.

### Гражданские права и разнообразие
В 1963 году «Рейдеры» должны были сыграть предсезонный матч в Мобиле, штат Алабама. В знак протеста против законов о сегрегации Дэвис потребовал перенести игру в Окленд. Он также отказался разрешить игрокам участвовать в матчах в городах, где чёрным и белым игрокам приходилось проживать в разных отелях.
Дэвис был первым владельцем НФЛ, нанявшим главного тренера-афроамериканца Арт Шелл и женщину — исполнительного директора Эми Траск Он также нанял Тома Флореса, который стал вторым главным тренером-латиноамериканцем в лиге

## Смерть
Умер 8 октября 2011 года в своём номере в отеле Hilton в Окленде в 2:45 по тихоокеанскому времени. Девять дней спустя была проведена частная погребальная служба и похороны Дэвиса в оклендской Часовне курантов. Через несколько дней после похорон Associated Press получило информацию о смерти Дэвиса. В выданном округом Аламида свидетельстве о смерти указано, что Дэвис умер от «нарушения сердечного ритма, застойной сердечной недостаточности и болезни сердечной мышцы». Он перенёс операцию на сердце в 1996 году, а также страдал от рака кожи и перенёс операцию на горле за несколько дней до смерти.
После смерти Дэвиса последовала волна поддержки и горя. Джон Мэдден, который оставался близким к Дэвису с момента их первой встречи в 1966 году, сетовал: «Такого парня нельзя заменить. Ни за что. Ни черта. Вы посмотрите на то, что он сделал, чего никто раньше не делал. будучи скаутом, помощником тренера, главным тренером, генеральным менеджером, комиссаром и владельцем». В воскресной игре после его смерти «Оклендс Рэйдерс» украсили свои шлемы наклейкой с надписью «Эл», в масштабах всей лиги была соблюдена минута молчания. Несмотря на широко распространённые воспоминания о его достижениях, позиция Дэвиса как неоднозначной фигуры продолжает жить как часть его наследия. Спортивный обозреватель Рик Рейли был особенно непреклонен в идее, что на фоне хвалебных отзывов о покойном как о владельце-новаторе, нельзя забывать сомнительные кадровые решения на более поздних этапах его карьеры и высокомерно-дерзкий характер.
У Дэвиса остались жена Кэрол и сын Марк. Марк взял старый титул своего отца — генеральный управляющий партнёр, и вместе с матерью владеет большей частью команды. Дэвисы представляют «Рейдеров» на собраниях владельцев команд НФЛ.
Мать Эла Дэвиса Роуз умерла в 2001 году в возрасте 103 года, пережив своего мужа на 40 лет.

### «11-й игрок»
На следующий день после смерти Дэвиса «Рейдеры» сыграли с «Хьюстон Тексанс». В конце четвёртой четверти калифорнийцы вели со счётом 25-20, в финале свободный сэйфти Майкл Хафф, перехватил техасского квотербека Мэтта Шауба в конечной зоне, чем сохранил победу. Команда к этой игре имела на поле только десять игроков защиты. Матч стал известным как «Божественный перехват», ряд медиа назвал дух Дэвиса 11-м игроком оклендцев. Тренер «рейдеров» Хью Джексон заявил, что умерший владелец команды «держал мяч за руку», достигнутую победу он посвятил ему.

## Комментарии
1. ↑  The Gabriel and Brodie transactions were undone by the merger agreement.  Rappoport, p. 170.
2. ↑  Tom Fears of the New Orleans Saints in 1967 was the first Latino head coach in the NFL. Flores, who started coaching in 1979, is listed in some sources as being the first.[55][56]